# Drepanulatrix carneata
Drepanulatrix carneata là một loài bướm đêm trong họ Geometridae.